# Euprepiophis
Euprepiophis – rodzaj węży z podrodziny Colubrinae w rodzinie połozowatych (Colubridae).

## Zasięg występowania
Rodzaj obejmuje gatunki występujące w Indiach, Mjanmie, Laosie, Wietnamie, na Tajwanie, w Chinach, na Kunaszyrze i w Japonii.  

## Systematyka

### Etymologia
- Euprepiophis: gr. ευπρεπης euprepēs „piękny, okazały”, od ευ eu „dobry”; πρεπω prepō „odznaczać się”[5]; οφις ophis, οφεως opheōs „wąż”[6].
- Proterodon: gr. προτερος proteros „przedni, z przodu”[7]; οδους odous, οδοντος odontos „ząb”[8]. Gatunek typowy: Proterodon tessellatus Hallowell, 1860 (= Coluber conspicillatus Boie, 1826).

### Podział systematyczny
Do rodzaju należą następujące gatunki:  
- Euprepiophis conspicillata (H. Boie, 1826)
- Euprepiophis mandarinus (Cantor, 1842)
- Euprepiophis perlaceus (Stejneger, 1929)